# 安德森鎮區 (印第安納州拉什縣)
安德森鎮區（英語：Anderson Township）是位於美國印地安納州拉什縣的一個行政鎮區。

## 地方資料
根據2010年美國人口普查的數據，安德森鎮區的面積為91.70平方千米，當中陸地面積為91.70平方千米，而水域面積為0。當地共有人口1251人，而人口密度為每平方千米13.64人。